# Örasålamp
Örasålamp är en sjö i Ånge kommun i Medelpad och ingår i Delångersåns huvudavrinningsområde.